# Synagoga Litewska we Wrocławiu
Synagoga Litewska we Wrocławiu, zwana także Sklowera – nieistniejąca synagoga terytorialna, która znajdowała się we Wrocławiu, przy ulicy Złote Koło 2.
Synagoga została założona w 1772 roku. Podczas nocy kryształowej z 9 na 10 listopada 1938 roku, bojówki hitlerowskie spaliły synagogę. Po zakończeniu II wojny światowej nie została odbudowana.